# Double Flower FA
Double Flower Football Association (chinesisch 花花足球會) ist ein Fußballklub aus Hongkong.

## Geschichte
Nach der Gründung des Klubs im Jahr 1979 wurde man am Ende der Spielzeit 1981/82 in der Third Division Zweiter und stieg so in die Second Division auf. Nach der Saison 1984/85 gelang dann hier ein Abschluss auf dem dritten Platz, was wieder für einen Aufstieg ausreichte. So spielte man nun in der Saison 1985/86 erstmals in der First Division, der zu dieser Zeit höchsten Liga des Landes. Am Ende dieser Spielrunde erlangte man mit 18 Punkten den fünften Platz.
Zur Saison 1988/89 wurde die Mitgliedschaft einmalig an Lai Sun verliehen, womit man in dieser Saison als Lai Sun Double Flower auftrat. In dieser Saison begab es sich auch, dass man erstmals den FA Cup, sowie auch den Viceroy Cup gewann. Nach dem Ende der Saison ging die Leihe des Startplatzes wieder zurück und man trat und vorherigen Namen in der darauffolgenden Spielzeit an.
Zur Saison 1991/92 wurde der Name des Klubs wieder verliehen, diesmal an das Unternehmen Instant-Dict, einem Hersteller für Übersetzungsmaschinen und Wörterbüchern von Englisch zu Chinesisch. In den folgenden Jahren konnte man sich auch weiterhin im obersten Teil der Liga festsetzen. Am Ende er Spielzeit 1995/96 gelang es dann erstmal sich die Meisterschaft zu holen, nachdem man im Finalspiel South China mit 1:0 besiegt hatte. Auch gelang es wieder den Viceroy Cup in dieser Spielzeit zu gewinnen. Weiter sammelte man in der darauffolgenden Saison weiter Erfolge ein. Zwar verlor man mit 2:3 diesmal gegen South China im Grand Final um die Meisterschaft, jedoch gelang ein weiterer FA-Cup-Sieg. Anschließend gewann man in der Spielzeit 1997/98 nochmal die Meisterschaft, sowie den FA Cup. Der letzte größere Titel war dann noch einmal in der Runde 2000/01 ein weiterer Gewinn des FA Cup.
Zur Spielzeit 2001/02 gab Instant-Dict die Namensrechte dann zurück und von nun an trat der Klub wieder unter dem alten Namen an. Als siebter ging es dann nach der Runde 2002/03 mit nur 9 Punkten als Vorletzter erstmals wieder eine Liga tiefer. Hier verblieb man dann nun auch. Von der Spielzeit 2009/10 bis 2011/12 nutzte der Advance SC die Mannschaft, um unter dem Namen Advance Double Flower am Spielbetrieb teilzunehmen. Zur Saison 2013/14 wurde man dann nach der Einführung der Premier League als höchste Liga, wieder Teil der First Division, diesmal aber trotzdem weiter als Zweitligist. Am Ende dieser Saison stieg man dann auch als Vorletzter aus dieser Liga ab. Fortan spielt die Mannschaft nun in der Second Division.

## Erfolge
- First Division

Meister: 1995/96, 1997/98
- FA Cup

Sieger: 1988/89, 1996/97, 1997/98, 1997/98, 2000/01
- Viceroy Cup

Sieger: 1988/89, 1995/96
- Hong Kong Senior Challenge Shield

Finalist: 1991/92, 1993/94, 1996/97, 2000/01,